# National Hockey League 1970/1971
National Hockey League 1970/1971 var den 54e säsongen av NHL. 14 lag spelade 78 matcher i grundserien innan Stanley Cup inleddes den 7 april 1971. Stanley Cup vanns av Montreal Canadiens som tog sin 17:e titel, efter finalseger mot Chicago Black Hawks med 4-3 i matcher.
Ligan fick två nya lag i Buffalo Sabres och Vancouver Canucks, dessutom bytte Oakland Seals namn till California Golden Seals.
Boston Bruins Phil Esposito blev förste spelare att få ihop över 150 poäng under grundserien när han vann poängligan på 152 poäng (76 mål + 76 assist).
Boston Bruins blev denna säsong första lag att spela in över 120 poäng i grundserien, det har sen bara upprepats 6 gånger efter det. Boston satte även målrekord för ligan med sina 399 grundseriemål.
För första gången gjordes det över 3.000 grundseriemål totalt.

## Grundserien

### East Division
| Nr | Lag                    | S  | V  | O  | F  | GM  | IM  | MS   | P   |
| -- | ---------------------- | -- | -- | -- | -- | --- | --- | ---- | --- |
| 1  | Boston Bruins          | 78 | 57 | 7  | 14 | 399 | 207 | +192 | 121 |
| 2  | New York Rangers       | 78 | 49 | 11 | 18 | 259 | 177 | +82  | 109 |
| 3  | Montreal Canadiens     | 78 | 42 | 13 | 23 | 291 | 216 | +75  | 97  |
| 4  | Toronto Maple Leafs    | 78 | 37 | 8  | 33 | 248 | 211 | +37  | 82  |
| 5  | Buffalo Sabres (NY)    | 78 | 24 | 15 | 39 | 217 | 291 | −74  | 63  |
| 6  | Vancouver Canucks (NY) | 78 | 24 | 8  | 46 | 229 | 296 | −67  | 56  |
| 7  | Detroit Red Wings      | 78 | 22 | 11 | 45 | 168 | 290 | −122 | 55  |

### West Division
| Nr | Lag                     | S  | V  | O  | F  | GM  | IM  | MS   | P   |
| -- | ----------------------- | -- | -- | -- | -- | --- | --- | ---- | --- |
| 1  | Chicago Black Hawks     | 78 | 49 | 9  | 20 | 277 | 184 | +93  | 107 |
| 2  | St. Louis Blues         | 78 | 34 | 19 | 25 | 223 | 288 | −65  | 87  |
| 3  | Philadelphia Flyers     | 78 | 28 | 17 | 33 | 207 | 225 | −18  | 73  |
| 4  | Minnesota North Stars   | 78 | 28 | 16 | 34 | 191 | 223 | −32  | 72  |
| 5  | Los Angeles Kings       | 78 | 25 | 13 | 40 | 239 | 303 | −64  | 63  |
| 6  | Pittsburgh Penguins     | 78 | 21 | 20 | 37 | 221 | 240 | −19  | 62  |
| 7  | California Golden Seals | 78 | 20 | 5  | 53 | 199 | 320 | −121 | 45  |

## Poängligan
Not: SP = Spelade matcher, M = Mål, A = Assists, Pts = Poäng
| Spelare        | Lag                 | SM | M  | A   | Pts |
| -------------- | ------------------- | -- | -- | --- | --- |
| Phil Esposito  | Boston Bruins       | 78 | 76 | 76  | 152 |
| Bobby Orr      | Boston Bruins       | 78 | 37 | 102 | 139 |
| John Bucyk     | Boston Bruins       | 78 | 51 | 65  | 116 |
| Ken Hodge      | Boston Bruins       | 78 | 43 | 62  | 105 |
| Bobby Hull     | Chicago Black Hawks | 78 | 44 | 52  | 96  |
| Norm Ullman    | Toronto Maple Leafs | 73 | 34 | 51  | 85  |
| Wayne Cashman  | Boston Bruins       | 77 | 21 | 58  | 79  |
| John McKenzie  | Boston Bruins       | 65 | 31 | 46  | 77  |
| Dave Keon      | Toronto Maple Leafs | 76 | 38 | 38  | 76  |
| Jean Beliveau  | Montreal Canadiens  | 70 | 25 | 51  | 76  |
| Fred Stanfield | Boston Bruins       | 75 | 24 | 52  | 76  |

## Slutspelet 1971
8 lag gör upp om Stanley Cup-bucklan, matchserierna avgjordes det i bäst av sju matcher.
|  | Kvartsfinaler         | Kvartsfinaler         |                    |   | Semifinaler | Semifinaler |  |  | Final | Final |
|  |                       |                       |                    |   |             |             |  |  |       |       |
|  |                       |                       |                    |   |             |             |  |  |       |       |
|  |                       |                       |                    |   |             |             |  |  |       |       |
|  | Boston Bruins         | 3                     |                    |   |             |             |  |  |       |       |
|  | Boston Bruins         | 3                     |                    |   |             |             |  |  |       |       |
|  | Montreal Canadiens    | 4                     |                    |   |             |             |  |  |       |       |
|  | Montreal Canadiens    | 4                     | Montreal Canadiens | 4 |             |             |  |  |       |       |
|  |                       |                       | Montreal Canadiens | 4 |             |             |  |  |       |       |
|  |                       | Minnesota North Stars | 2                  |   |             |             |  |  |       |       |
|  | St. Louis Blues       | Minnesota North Stars | 2                  | 2 |             |             |  |  |       |       |
|  | St. Louis Blues       |                       |                    | 2 |             |             |  |  |       |       |
|  | Minnesota North Stars | 4                     |                    |   |             |             |  |  |       |       |
|  | Minnesota North Stars | 4                     | Montreal Canadiens | 4 |             |             |  |  |       |       |
|  |                       |                       | Montreal Canadiens | 4 |             |             |  |  |       |       |
|  |                       | Chicago Black Hawks   | 3                  |   |             |             |  |  |       |       |
|  | New York Rangers      | Chicago Black Hawks   | 3                  | 4 |             |             |  |  |       |       |
|  | New York Rangers      |                       |                    | 4 |             |             |  |  |       |       |
|  | Toronto Maple Leafs   | 2                     |                    |   |             |             |  |  |       |       |
|  | Toronto Maple Leafs   | 2                     | New York Rangers   | 3 |             |             |  |  |       |       |
|  |                       |                       | New York Rangers   | 3 |             |             |  |  |       |       |
|  |                       | Chicago Black Hawks   | 4                  |   |             |             |  |  |       |       |
|  | Chicago Black Hawks   | Chicago Black Hawks   | 4                  | 4 |             |             |  |  |       |       |
|  | Chicago Black Hawks   |                       |                    | 4 |             |             |  |  |       |       |
|  | Philadelphia Flyers   | 0                     |                    |   |             |             |  |  |       |       |
|  | Philadelphia Flyers   | 0                     |                    |   |             |             |  |  |       |       |

Kvartsfinaler
Boston Bruins vs. Montreal Canadiens
| Datum    | Hemma              | Mål | Borta              | Mål |
| -------- | ------------------ | --- | ------------------ | --- |
| 7 april  | Boston Bruins      | 3   | Montreal Canadiens | 1   |
| 8 april  | Boston Bruins      | 5   | Montreal Canadiens | 7   |
| 10 april | Montreal Canadiens | 3   | Boston Bruins      | 1   |
| 11 april | Montreal Canadiens | 2   | Boston Bruins      | 5   |
| 13 april | Boston Bruins      | 7   | Montreal Canadiens | 3   |
| 15 april | Montreal Canadiens | 8   | Boston Bruins      | 3   |
| 18 april | Boston Bruins      | 2   | Montreal Canadiens | 4   |

Montreal Canadiens vann kvartsfinalserien med 4-3 i matcher
New York Rangers vs. Toronto Maple Leafs
| Datum    | Hemma               | Mål | Borta               | Mål | Not      |
| -------- | ------------------- | --- | ------------------- | --- | -------- |
| 7 april  | New York Rangers    | 5   | Toronto Maple Leafs | 4   |          |
| 8 april  | New York Rangers    | 1   | Toronto Maple Leafs | 4   |          |
| 10 april | Toronto Maple Leafs | 3   | New York Rangers    | 1   |          |
| 11 april | Toronto Maple Leafs | 2   | New York Rangers    | 4   |          |
| 13 april | New York Rangers    | 3   | Toronto Maple Leafs | 1   |          |
| 15 april | Toronto Maple Leafs | 1   | New York Rangers    | 2   | SD 09:07 |

New York Rangers vann kvartsfinalserien med 4-2 i matcher
Chicago Black Hawks vs. Philadelphia Flyers
| Datum    | Hemma               | Mål | Borta               | Mål |
| -------- | ------------------- | --- | ------------------- | --- |
| 7 april  | Chicago Black Hawks | 5   | Philadelphia Flyers | 2   |
| 8 april  | Chicago Black Hawks | 6   | Philadelphia Flyers | 2   |
| 10 april | Philadelphia Flyers | 2   | Chicago Black Hawks | 3   |
| 11 april | Philadelphia Flyers | 2   | Chicago Black Hawks | 6   |

Chicago Black Hawks vann kvartsfinalserien med 4-0 i matcher
St Louis Blues vs. Minnesota North Stars
| Datum    | Hemma                 | Mål | Borta                 | Mål |
| -------- | --------------------- | --- | --------------------- | --- |
| 7 april  | St Louis Blues        | 2   | Minnesota North Stars | 3   |
| 8 april  | St Louis Blues        | 4   | Minnesota North Stars | 2   |
| 10 april | Minnesota North Stars | 0   | St Louis Blues        | 3   |
| 11 april | Minnesota North Stars | 2   | St Louis Blues        | 1   |
| 13 april | St Louis Blues        | 3   | Minnesota North Stars | 4   |
| 15 april | Minnesota North Stars | 5   | St Louis Blues        | 2\| |

Minnesota North Stars vann kvartsfinalserien med 4-2 i matcher
Semifinaler
Montreal Canadiens vs. Minnesota North Stars
| Datum    | Hemma                 | Mål | Borta                 | Mål |
| -------- | --------------------- | --- | --------------------- | --- |
| 20 april | Montreal Canadiens    | 7   | Minnesota North Stars | 2   |
| 22 april | Montreal Canadiens    | 3   | Minnesota North Stars | 6   |
| 24 april | Minnesota North Stars | 3   | Montreal Canadiens    | 6   |
| 25 april | Minnesota North Stars | 5   | Montreal Canadiens    | 2   |
| 27 april | Montreal Canadiens    | 6   | Minnesota North Stars | 1   |
| 29 april | Minnesota North Stars | 2   | Montreal Canadiens    | 3   |

Montreal Canadiens vann semifinalserien med 4-2 i matcher
Chicago Black Hawks vs. New York Rangers
| Datum    | Hemma               | Mål | Borta               | Mål | Not      |
| -------- | ------------------- | --- | ------------------- | --- | -------- |
| 18 april | Chicago Black Hawks | 1   | New York Rangers    | 2   | SD 01:37 |
| 20 april | Chicago Black Hawks | 3   | New York Rangers    | 0   |          |
| 22 april | New York Rangers    | 4   | Chicago Black Hawks | 1   |          |
| 25 april | New York Rangers    | 1   | Chicago Black Hawks | 7   |          |
| 27 april | Chicago Black Hawks | 3   | New York Rangers    | 2   | SD 06:35 |
| 29 april | New York Rangers    | 3   | Chicago Black Hawks | 2   | SD 41:29 |
| 2 maj    | Chicago Black Hawks | 4   | New York Rangers    | 2   |          |

Chicago Black Hawks vann semifinalserien med 4-3 i matcher

## Stanley Cup-final
Chicago Black Hawks vs. Montreal Canadiens
| Datum  | Hemma               | Mål | Borta               | Mål | Arena                    | Not      |
| ------ | ------------------- | --- | ------------------- | --- | ------------------------ | -------- |
| 4 maj  | Chicago Black Hawks | 2   | Montreal Canadiens  | 1   | Chicago Stadium, Chicago | SD 21:11 |
| 6 maj  | Chicago Black Hawks | 5   | Montreal Canadiens  | 3   | Chicago Stadium, Chicago |          |
| 9 maj  | Montreal Canadiens  | 4   | Chicago Black Hawks | 2   | Forum, Montreal          |          |
| 11 maj | Montreal Canadiens  | 5   | Chicago Black Hawks | 2   | Forum, Montreal          |          |
| 13 maj | Chicago Black Hawks | 2   | Montreal Canadiens  | 0   | Chicago Stadium, Chicago |          |
| 16 maj | Montreal Canadiens  | 4   | Chicago Black Hawks | 3   | Forum, Montreal          |          |
| 18 maj | Chicago Black Hawks | 2   | Montreal Canadiens  | 3   | Chicago Stadium, Chicago |          |

Montreal Canadiens vann finalserien med 4-3 i matcher

## NHL awards
| 1970–71 NHL awards              | 1970–71 NHL awards                                             |
| ------------------------------- | -------------------------------------------------------------- |
| Prince of Wales Trophy:         | Boston Bruins                                                  |
| Clarence S. Campbell Bowl:      | Chicago Black Hawks                                            |
| Art Ross Memorial Trophy:       | Phil Esposito, Boston Bruins                                   |
| Bill Masterton Memorial Trophy: | Jean Ratelle, New York Rangers                                 |
| Calder Memorial Trophy:         | Gilbert Perreault, Buffalo Sabres                              |
| Conn Smythe Trophy:             | Ken Dryden, Montreal Canadiens                                 |
| Hart Memorial Trophy:           | Bobby Orr, Boston Bruins                                       |
| James Norris Memorial Trophy:   | Bobby Orr, Boston Bruins                                       |
| Lady Byng Memorial Trophy:      | Johnny Bucyk, Boston Bruins                                    |
| Lester B. Pearson Award:        | Phil Esposito, Boston Bruins                                   |
| NHL Plus/Minus Award:           | Bobby Orr, Boston Bruins                                       |
| Vezina Trophy:                  | Eddie Giacomin & Gilles Villemure, New York Rangers            |
| Lester Patrick Trophy:          | William M. Jennings, John B. Sollenberger, Terrance G. Sawchuk |

## All-Star 1970/71
| Första laget                       | Position | Andra laget                         |
| ---------------------------------- | -------- | ----------------------------------- |
| Ed Giacomin, New York Rangers      | M        | Jacques Plante, Toronto Maple Leafs |
| Bobby Orr, Boston Bruins           | B        | Brad Park, New York Rangers         |
| J. C. Tremblay, Montreal Canadiens | B        | Pat Stapleton, Chicago Black Hawks  |
| Phil Esposito, Boston Bruins       | C        | Dave Keon, Toronto Maple Leafs      |
| Ken Hodge, Boston Bruins           | HF       | Yvan Cournoyer, Montreal Canadiens  |
| Johnny Bucyk, Boston Bruins        | VF       | Bobby Hull, Chicago Black Hawks     |